# Jeux dangereux (téléfilm)

Jeux dangereux est un téléfilm français réalisé par Régis Musset et diffusé pour la première fois le 21 mars 2012 sur France 2.

## Synopsis
Pirelli est chasseur de têtes et décèle les meilleurs profils pour les entreprises qui font appel à lui. Quand il recrute Antonin Brecht, ingénieur en ergonomie, il ne se contente pas seulement de le repérer : il le séduit, le modèle et le manipule. À son contact, l'innocent cadre se transforme peu à peu en requin avide de pouvoir et de succès. En quelques mois, il gagne un nouveau travail, un autre cadre de vie, une nouvelle assistante, mais il perd sa femme, ses amis et la confiance qu'ils lui portaient. Surtout, un à un, les concurrents qui pourraient entraver sa fulgurante réussite meurent dans des circonstances inexpliquées et inquiétantes...

## Fiche technique
Source : IMDb, sauf mention contraire
- Réalisateur : Régis Musset
- Scénariste : Thomas Bourguignon et Olivier Gorce
- Producteur : Thomas Bourguignon, Mathias Herman
- Musique du film : Guillaume Roussel
- Directeur de la photographie : Gérard Sterin
- Montage : Gaëlle Ramillon
- Distribution des rôles : René Tollemer
- Création des décors : Philippe Lacomblez
- Création des costumes : Sylvie Laskar
- Coordinateur des cascades : Dominique Fouassier
- Société de production : France 2
- Pays d'origine : France
- Genre : Film dramatique
- Durée :100 minutes
- Date de diffusion : 21 mars 2012 sur France 2

## Distribution
Source : IMDb
- Frédéric Diefenthal : Antonin Brecht
- Sam Karmann : Jean-Baptiste Pirelli
- Hélène Degy : Nora Merteuil
- Gaëla Le Devehat : Sandrine
- Jérémie Covillault : Fastelle
- Philippe Uchan : Geoffroy Treille
- Bernard Lanneau : Consini
- Zakariya Gouram : Lieutenant Boumedjane
- Gabrielle Atger : Fanny

## Autour du téléfilm
- Annoncé le 12 octobre 2011 sous le titre Sélection naturelle et déprogrammé au profit d'un débat sur la primaire socialiste. Source Télérama N°3244.